# San Mateo Texcalyacac
San Mateo Texcalyacac är en kommunhuvudort i Mexiko.   Den ligger i kommunen Texcalyacac och delstaten Mexiko, i den sydöstra delen av landet, 50 km sydväst om huvudstaden Mexico City. San Mateo Texcalyacac ligger 2 590 meter över havet och antalet invånare är 4 514.